# 48-as főút
48-as főút (ungarisch für ‚Hauptstraße 48‘) ist eine ungarische Hauptstraße der zweiten Kategorie. Sie verläuft von Debrecen, wo sie von der 4-es főút (Hauptstraße 4) abzweigt, über Vámospércs zur Grenze nach Rumänien bei Nyírábrány. In Rumänien bildet der Drum național 19C, der von der Grenze nach Valea lui Mihai führt, die Fortsetzung. Ihre Gesamtlänge beträgt 30 Kilometer.